# Вучевиця (Клис)
Вучевиця (хорв. Vučevica) — населений пункт у Хорватії, у Сплітсько-Далматинській жупанії у складі громади Клис.

## Населення
Населення за даними перепису 2011 року становило 56 осіб.
Динаміка чисельності населення поселення:

## Клімат
Середня річна температура становить 13,09 °C, середня максимальна – 27,44 °C, а середня мінімальна – -0,41 °C. Середня річна кількість опадів – 845 мм.
| Клімат поселення                              | Клімат поселення | Клімат поселення | Клімат поселення | Клімат поселення | Клімат поселення | Клімат поселення | Клімат поселення | Клімат поселення | Клімат поселення | Клімат поселення | Клімат поселення | Клімат поселення | Клімат поселення |
| Показник                                      | Січ.             | Лют.             | Бер.             | Квіт.            | Трав.            | Черв.            | Лип.             | Серп.            | Вер.             | Жовт.            | Лист.            | Груд.            |                  |
| Середній максимум, °C                         | 8,99             | 9,54             | 12,43            | 16,15            | 20,87            | 24,81            | 27,44            | 27,43            | 22,65            | 18,04            | 12,80            | 9,88             |                  |
| Середня температура, °C                       | 4,29             | 4,83             | 7,74             | 11,44            | 16,18            | 20,11            | 23,16            | 23,14            | 18,35            | 13,73            | 8,52             | 5,60             |                  |
| Середній мінімум, °C                          | −0,41            | 0,13             | 3,05             | 6,74             | 11,48            | 15,40            | 18,87            | 18,85            | 14,07            | 9,45             | 4,23             | 1,30             |                  |
| Норма опадів, мм                              | 72               | 63               | 68               | 72               | 59               | 57               | 37               | 50               | 75               | 92               | 109              | 91               |                  |
| Середньомісячна швидкість вітру, м/с          | 3.28             | 3.51             | 3.53             | 3.30             | 2.93             | 2.62             | 2.63             | 2.53             | 2.87             | 3.05             | 3.67             | 3.68             |                  |
| Середньомісячна сонячна радіація, кДж/м²·день | 5520             | 8253             | 11913            | 16316            | 20161            | 22711            | 24272            | 21497            | 16000            | 10392            | 5890             | 4665             |                  |
| --------------------------------------------- | ---------------- | ---------------- | ---------------- | ---------------- | ---------------- | ---------------- | ---------------- | ---------------- | ---------------- | ---------------- | ---------------- | ---------------- | ---------------- |
| Джерело:                                      |                  |                  |                  |                  |                  |                  |                  |                  |                  |                  |                  |                  |                  |